# Bir Mourad Raïs
Bir Mourad Raïs (Arabisch: بئر مراد رايس; voorheen Birmandreis of Birmendreïs) is een gemeente in de provincie Algiers in Algerije. De dichtbebouwde gemeente ligt in de zuidelijke rand van de hoofdstad Algiers. In 2008 woonden er 45.345 mensen in Bir Mourad Raïs. De Franse marxistische filosoof Louis Althusser werd in 1918 geboren in het dorp.